# Santa Rosa (ort i Brasilien, Rio Grande do Sul, Santa Rosa)
Santa Rosa är en ort i Brasilien.   Den ligger i kommunen Santa Rosa och delstaten Rio Grande do Sul, i den södra delen av landet, 1 500 km sydväst om huvudstaden Brasília. Santa Rosa ligger 284 meter över havet och antalet invånare är 58 957.
Terrängen runt Santa Rosa är platt, och sluttar västerut. Det finns inga andra samhällen i närheten.
Omgivningarna runt Santa Rosa är en mosaik av jordbruksmark och naturlig växtlighet. Runt Santa Rosa är det ganska tätbefolkat, med 116 invånare per kvadratkilometer.